# 331
سنة 331 م (بالأرقام الرومانية: CCCXXXI) كانت سنة بسيطة تبدأ يوم الجمعة (الرابط يظهر نموذج الجدول الزمني الكامل للسنة) من التقويم اليولياني. بدأت تسمية السنة ب331 منذ العصور الوسطى المبكرة، عندما أصبح تقويم أنو دوميني هو الأسلوب السائد في أوروبا لتسمية السنوات.

## أحداث

### حسب المنطقة

#### الامبراطورية الرومانية
- الإمبراطور قسطنطين الأول عزز وبقوة وجود المسيحية، صادر أملاك والممتلكات لعدد من المعابد الوثنية في أرجاء الامبراطورية الرومانية.
- قسطنطين الأول يعلن قانون ضد الطلاق
- قسطنطين الأول ينشأ كنيسة الرسول المقدس في القسطنطينية

## مواليد
- جوفيان،الامبراطور الروماني (مات عام 364)
- يوليان،الإمبراطور الروماني (مات عام 363)